# هانز جى بومان
هانز جوستاف بومان (بالإنجليزية: Hans Gustaf Boman)‏ هو عالم ميكروبيولوجي سويدي يركز بشكل خاص على المناعة الفطرية. وُلد بومان في 16 أغسطس 1924 في إنجيلبريكت أبرشيه في ستوكهولم بالسويد، وتوفي في 3 ديسمبر 2008. شكّل بحث بومان الرائد حول مناعة الحشرات الأساس لحصوله على جائزة نوبل في علم وظائف الأعضاء أو الطب لعام 2011.

## السيرة الشخصية
تخرج هانز جي بومان من جامعة أوبسالا، حيث حصل على درجة الدكتوراه في الكيمياء الحيوية عام 1958 مع الأستاذ آرني تيسيليوس، وأكمل دراسات ما بعد الدكتوراه في معهد روكفلر في نيويورك. أثناء إقامته في نيويورك تزوج من أنيتا بومان التي أصبحت بعد ذلك شريكه البحثي الرئيسي. عادا إلى السويد وجامعة أوبسالا في عام 1960 حيث أسس مجموعة بحثية في قسم الكيمياء الحيوية. في عام 1966 تم تعيين بومان أستاذٍا لعلم الأحياء الدقيقة في جامعة أوميو، بين عامي 1966 و1976 أنشأ قسم علم الأحياء الدقيقة في جامعة أوميو حيث ركز بحثه على آليات مقاومة البكتيريا للمضادات الحيوية. جمع بومان بين الأساليب الفسيولوجية والجزيئية والكيميائية الحيوية والجينية بطريقة كانت فريدة في ذلك الوقت. في عام 1976 أصبح بومان أستاذًا لعلم الأحياء الدقيقة في جامعة ستوكهولم حيث حدد عمله في العث أول ببتيدات مضادة للميكروبات للحيوانات في عام 1981. انتقل لاحقًا إلى مركز علم الأحياء الدقيقة والبيولوجية السرطانية في معهد كارولينسكا في عام 1997، وفي معهد كارولينسكا حدد مرضًا يحدث بسبب الببتيدات المضادة للميكروبات.

## البحث
خلال الفترة التي قضاها في أوميو تعاون بومان مع برتيل راسموسون في قسم علم الوراثة. في تبادل مشهور طرح بومان على راسمسون: "هل يمرض ذباب الفاكهة؟" (بومان). "نادرًا جدًا" (راسموسون). "إذن يجب أن يكون لديهم استجابة مناعية فعالة!" (بومان) ". عملا معًا للوصول لكيف يمكن للحشرات أن تنجو من العدوى دون وجود نظام من الخلايا البائية والخلايا لتائية التي كان يُعتقد في ذلك الوقت أنها ضرورية للدفاع المناعي. قاموا بفحص الجهاز المناعي لذباب الفاكهة وتمكنوا من إظهار أن الذباب الذي أُصيب في السابق بجرعة غير قاتلة من بكتيريا الزائفة نجا من جرعة ثانية أعلى بينما مات الذباب الذي تلقى نفس الجرعة العالية لأول مرة.
واصل بومان التحقيق في الاستجابة المناعية للحشرات مع التركيز على البروتينات التي يسببها التحدي المناعي. وقد شكَّل هذا تحديات تقنية تطلبت حشرة أكبر قادرة على التبرع بمزيد من الدملمف (دم الحشرات). كان اختياره النهائي هو عثة الحرير سيكروبيا (Hyalophora cecropia).
في عام 1981 نشر فريق بومان التركيب البروتيني لببتيد سيكروبين المضاد للميكروبات، وهو أول ببتيد حيواني موصوف كمضاد. من خلال تقنيات استنساخ الجينات تمكنت مجموعة بومان من مواصلة الدراسات حول الجينات المناعية في سيكروبيا. وفي الوقت نفسه توسع مجال المناعة الفطرية بسرعة مستفيدًا من الأدوات الجينية المتوفرة في ذبابة الفاكهة في البحث لفهم كيفية التعرف على مناعة الحشرات وإشاراتها بعد العدوى. من هذه الدراسات الأولية تم تمييز عدد من الببتيدات المضادة للميكروبات وغيرها من البروتينات المناعية، واستُخدمت هذه الببتيدات على نطاق واسع كقراءات لتحدي المناعة. نظرًا لاكتشاف بومان استُخدِمت الببتيدات المحفزة للمناعة لتحديد الاستجابات المناعية المختصة أو الناقصة، مما أدى في النهاية إلى منح جائزة نوبل في علم وظائف الأعضاء أو الطب لجول هوفمان عن عمله في الإشارات المناعية للحشرات.

## الجوائز والتكريمات
حصل بومان على جائزة فيرنستروم لعمله المتميز في الطب عام 2000. حزن المجتمع العلمي في بلدان الشمال الأوروبي على خسارته في عام 2008 مع الاعتراف بعد وفاته بإنجازات حياته في عام 2009، واستضافة ندوة «هانز جي بومان» التي عقدتها جامعة ستوكهولم في الذكرى العاشرة لوفاته. في عام 2015 تم تسمية عائلة من الببتيدات المحفزة للمناعة في ذبابة الفاكهة باسم «البومانيات» تكريما لبومان.